# Trimbach
Trimbach je občina v departmaju Bas-Rhin francoske regije Alzacija.
Leta 1990 je v občini živelo 346 oseb oz. 88 oseb/km².